# 冥王星型天体
| 恒星（太陽）               |                                   |                                  |                                   |                                   |                |                |                |
| 太陽の 周りを 回る 天体    | 惑星                              | 惑星                             | 地球型惑星                        | 地球型惑星                        |                |                |                |
| 太陽の 周りを 回る 天体    | 惑星                              | 惑星                             | 木星型惑星                        |                                   |                |                |                |
| 太陽の 周りを 回る 天体    | 惑星                              | 惑星                             | 天王星型惑星                      |                                   |                |                |                |
| 太陽の 周りを 回る 天体    | 準惑星                            |                                  |                                   |                                   |                |                |                |
| 太陽の 周りを 回る 天体    | 小惑星帯にあるもの （ケレスのみ） |                                  |                                   |                                   |                |                |                |
| 太陽の 周りを 回る 天体    | 冥王星型天体                      |                                  |                                   |                                   |                |                |                |
| 太陽の 周りを 回る 天体    | 太陽系 小天体                     | 太陽系 小天体                    | 冥王星型天体以外の 太陽系外縁天体 | 冥王星型天体以外の 太陽系外縁天体 |                |                |                |
| 太陽の 周りを 回る 天体    | 太陽系 小天体                     | 太陽系 小天体                    | 小惑星                            |                                   |                |                |                |
| 太陽の 周りを 回る 天体    | 太陽系 小天体                     | 太陽系 小天体                    | 彗星                              |                                   |                |                |                |
| 太陽の 周りを 回る 天体    | 太陽系 小天体                     | 太陽系 小天体                    | 惑星間塵                          |                                   |                |                |                |
| 太陽の 周りを 回る 天体    | 太陽以外の 天体の周りを 回る天体  | 太陽以外の 天体の周りを 回る天体 | 衛星（未定義）                    | 衛星（未定義）                    | 衛星（未定義） | 衛星（未定義） | 衛星（未定義） |
| ■Portal ■Project ■Template |                                   |                                  |                                   |                                   |                |                |                |

冥王星型天体（めいおうせいがたてんたい、英: Plutoid）とは、太陽系外縁天体 (TNO) に属する準惑星である。
この天体の区分は、国際天文学連合 (IAU) によって2006年に決定された惑星の定義に関連して決定されたものである。国際天文学連合による公式の定義は2008年6月11日に以下のように決定された:
冥王星型天体は太陽を周回する天体であって、その軌道長半径が海王星のそれよりも大きく、自身の重力によって球形となるだけの質量を持ち、それによって静水圧平衡の形（球形に近い形）をとり、かつ軌道近くから他の天体を排除していないものである。冥王星型天体の衛星は冥王星型天体ではない。
つまり、冥王星型天体とは準惑星と太陽系外縁天体の双方に属する天体の総称と考えられる。2008年の時点で、冥王星、エリス、マケマケ、ハウメアが冥王星型天体に分類されている。これに加えて、さらに40を超える天体が冥王星型天体として分類される可能性がある。

## 用語の歴史
| 太陽系外縁天体                                         | 太陽系外縁天体         |
| ------------------------------------------------------ | ---------------------- |
| エッジワース ・カイパー ベルト （海王星との 軌道共鳴） | (3:4)                  |
| エッジワース ・カイパー ベルト （海王星との 軌道共鳴） | 冥王星族 (2:3)         |
| エッジワース ・カイパー ベルト （海王星との 軌道共鳴） | (3:5)                  |
| エッジワース ・カイパー ベルト （海王星との 軌道共鳴） | キュビワノ族 ( - )     |
| エッジワース ・カイパー ベルト （海王星との 軌道共鳴） | (1:2)                  |
| 散乱円盤天体                                           |                        |
| オールトの雲                                           |                        |
| 類似天体                                               | ケンタウルス族         |
| 類似天体                                               | 海王星のトロヤ群       |
| 類似天体                                               | 彗星（遷移天体）       |
| 関連項目                                               | 準惑星（冥王星型天体） |
| 関連項目                                               | 太陽系小天体           |
| ■Portal ■Project ■Template                             |                        |

2006年8月24日に国際天文学連合 (IAU) は惑星の定義を決定し、その条件の一つである「軌道近くから他の天体を排除している」に当てはまらない冥王星は準惑星として分類しなおされることとなった。
このときのIAU総会では、更に以下の通り決定した：
| 「 | 冥王星は … 太陽系外縁天体の新しい区分の典型例として認められる[1]。 脚注： [1] この区分の呼称を決定するために、国際天文学連合プロセスが設置される。 | 」 |

この、まだ名前のない新しい区分の呼称として、総会の初期の頃には「pluton」、あるいは「plutonian object」が提唱されていた。しかし、「pluton」は地質学用語として既に存在しており、多くの地質学者からの指摘によって、この呼称は否定された。「pluton」の名称は総会の中では審議継続となり、
最終案 (6b) からは除かれた。
また、「Plutonian object」は2006年8月24日の国際天文学連合の総会で多数の賛成を得ることができず、否決された。
この区分の定義もまた初期段階では揺れ動いた。最初の案が提唱されたとき（この時点ではまだ仮の呼称は「Pluton」であった）、この区分は太陽の周りを200年程度かそれ以上かけて周回する dwarf planet であり（この時点では、惑星には水星から海王星までの classic planet（古典的惑星）とそれ以外の dwarf planet の両方を含むとされていた）、その軌道が大きく傾き、古典的惑星の軌道と比べてより強く楕円形であるものとされた。
ひとたびdwarf planetを惑星以外のカテゴリに分類する対案が提唱されてからは、この冥王星様の天体 (Pluto-like objects) の区分は、太陽系外縁天体の条件を満たす準惑星であり、「冥王星様」とはこの当時、軌道の傾きと離心率であるとされた。最終的に、決議からはこの区分の定義は除かれ、その名称とともに、後から決定されるものとした。
この区分の日本語名称については、2006年IAU総会での決議に基づいて日本学術会議の「太陽系天体の名称等に関する検討小委員会」が検討した結果、2007年4月9日の対外報告（第一報告） により、「冥王星型天体」を推奨することとなった。
その後のIAUの総会では、新たに「plutoid」の名称が小天体命名委員会(CSBN)のメンバーによって提案され、惑星系命名ワーキンググループ(WGPSN) によってIAU第III分科会に受理され、ノルウェーのオスロで2008年6月11日に開かれたIAU執行委員会によって是認された。
この用語は執行委員会の会合の後に、大幅に簡易化されたその定義「すべての太陽系外縁天体に属する準惑星は冥王星型天体である」と共に発表された。

## 冥王星型天体の命名プロセス
「準惑星 (dwarf planets)」の定義が定められると共に、IAUのどの部署が準惑星の命名に関して責任を持つのかという問題が持ち上がった。エリスは2006年9月にCSBNによって、通常の小惑星（太陽系外縁天体）の命名法に基づいて命名され、WGPSNが協力している。2008年6月11日にIAUは「冥王星型天体 (plutoid)」の呼称と共に、新しい冥王星型天体の命名は2つの部署の協力によって行う制度を発表した。小惑星の命名法との連続性を維持し、名称提案の優先権を発見者に与え、かつ他の太陽系小天体（小惑星）と名前が重複しないこととされた。

### 準惑星の定義に関する混乱
2006年のIAU総会で準惑星の定義が定められ、ケレス、2003 UB313（エリス）、冥王星がその初期メンバーとして規定された。しかしながら、より厳密な規定として、どのように静水圧平衡であるかを計るかについては未定義のままとされていた。準惑星の下限の大きさを定める公式な計算手法の無いままでは、他のいかなる天体も自動的には新たに準惑星に付け加えることができない。
命名プロセスはこのような規定を持たないままの状態となっており、なお複数の天体が準惑星の条件を明確に満たしていると見られている。そのため、IAUは命名に際して、冥王星型天体として命名する天体の条件を以下のように規定した:
(a) 軌道長半径が海王星のそれを超えること
(b) 絶対等級が H = +1 度よりも明るいこと 
数学的には、この条件を満たしうる下限の天体は、絶対等級が +1 度（反射係数が1の完全反射条件の天体）で、直径が838キロメートルのものとなる。
この条件を上回る天体が、その物質構成によらず、確実に静水圧平衡となる閾値を超えている証拠となる必然性はきわめて低いとみられる。発表では、冥王星型天体として命名された天体が、更なる調査によって静水圧平衡ではないと確認できた場合は、IAUはその天体を分類しなおすものの、その名前は変更しないとしている
なお絶対等級の概念から言えば水星並みと解釈することもでき、実際に2005 FY9（マケマケ）は絶対等級が水星と同程度 (H = -0.4) である。ただし比較対象の水星は冥王星型天体ではなく、本来であればこの点のみをもって惑星の格が決まるわけではない。例えば冥王星型天体ではないが同じ準惑星に分類されたケレスの場合、絶対等級を水星と比べても数段暗い H = +3.3 程度しか無く、これはセドナ (H = +1.6)、オルクス (H = +2.3)、クワオアー (H = +2.7)等に劣る。
なお、日本学術会議は2007年4月9日の対外報告（第一報告）でIAUに対してこのサブグループの適切な名称を提案するとともに、準惑星の定義に一定以上の直径を持つこと（例えば直径1,000kmとするなど）を加えることを検討するとしていた。

## 公式な冥王星型天体
以下の4つの太陽系外縁天体である準惑星が冥王星型天体に分類されている。
|                             | 冥王星            | エリス                  | マケマケ      | ハウメア             |
| --------------------------- | ----------------- | ----------------------- | ------------- | -------------------- |
| 小惑星番号                  | 134340            | 136199                  | 136472        | 136108               |
| 仮符号                      | -                 | 2003 UB313              | 2005 FY9      | 2003 EL61            |
| 絶対等級                    | -0.7              | -1.12 ± 0.01            | -0.48         | +0.17                |
| アルベド                    | 0.49 − 0.66       | 0.86 ± 0.07             | 0.8 ± 0.2     | 0.7 ± 0.1            |
| 直径 (単位: km)             | 2,390             | 2,400 ± 300             | 1,300 − 1,900 | ~1,960 × 1,518 × 996 |
| 質量 (単位: kg)             | 1.305×1022        | (1.67±0.02)×1022 (est.) | ~4×1021       | (4.2±0.1)            |
| 質量 （単位: 地球の質量）   | 0.0022            | 0.0025                  | 0.00067       | 0.0007               |
| 密度 (単位: Mg/m3)          | 2.03 ± 0.06       | N/A                     | ~2 ?          | 2.6 − 3.3            |
| 赤道での加速度 (単位: m/s2) | 0.58              | ~0.8                    | ~0.5          | ~0.44 (varies)       |
| 自転周期（単位: 恒星日）    | -6.38718 （逆行） | > 0.3 ?                 | N/A           | 0.16314              |
| 近日点距離 − 遠日点距離     | 29.66 − 49.30     | 37.77 − 97.56           | 38.5 − 53.1   | 35.2 − 51.5          |
| 軌道半径* (単位: AU)        | 39.48168677       | 67.6681                 | 45.8          | 43.3                 |
| 軌道長半径(単位: km)        | 5,906,376,200     | 10,210,000,000          | 6,850,000,000 | 6,484,000,000        |
| 公転周期*（単位: 恒星年）   | 248.09            | 557                     | 309.9         | 285.4                |
| 平均公転速度(単位: km/s)    | 4.7490            | 3.436                   | 4.419         | 4.484                |
| 軌道離心率                  | 0.24880766        | 0.44177                 | 0.159         | 0.18874              |
| 軌道傾斜角（単位: °）       | 17.14175          | 44.187                  | 28.963        | 28.19                |
| 赤道傾斜角（単位: °）       | 119.61            | N/A                     | N/A           | N/A                  |
| 平均表面温度 (単位: K)      | 40                | 30                      | ~30           | 32 ± 3               |
| 衛星の数                    | 5                 | 1                       | 1             | 2                    |
| 発見日                      | 1930年2月18日     | 2003年10月21日          | 2005年3月31日 | 2003年3月7日         |
| 分類                        | 2006年8月24日     | 2006年8月24日           | 2008年7月     | 2008年9月            |

## 冥王星型天体として命名プロセスにあるもの
2008年9月現在、絶対等級+1を下回っており、よって冥王星型天体を想定してのIAUの命名プロセスに上がっている太陽系外縁天体はない。

## 冥王星型天体の候補
太陽系外縁天体の多くは氷のコアを持つと考えられており、そのため直径にして地球の3%の大きさである400キロメートルの直径があれば、自身を重力平衡によって球形とし、冥王星型天体に分類される準惑星となることができると考えられている。2006年8月現在、これらの天体の直径は概算でしか得られていなかったものの、更に42の太陽系外縁天体が準惑星となり得ると見られていた。2008年には、そのうち2005 FY9（マケマケ）と2003 EL61（ハウメア）が冥王星型天体と認められた。
以下は、将来的に冥王星型天体と認められる可能性がある天体の代表例である。
|                    | 分類         | 推定直径(km) | 推定直径(km) | 推定直径(km) | 推定直径(km) | 質量 (×1020 kg) | 軌道半径 (AU) |
| 出典               | 分類         | 出典         | 出典         | 出典         |              | 質量 (×1020 kg) | 軌道半径 (AU) |
| ------------------ | ------------ | ------------ | ------------ | ------------ | ------------ | --------------- | ------------- |
| (90377) セドナ     | 分離天体     | 1,800        | 1,500        | <1,800       | <1,500       | 17–61           | 486.0         |
| (50000) クワオアー | キュビワノ族 | 1,290        | 1,260        | 1,260        | 1,200        | 10 - 26         | 43.58         |
| (90482) オルクス   | 冥王星族     | 1,100        | 909          | 946          | 1,500        | 6.2 - 7.0       | 39.34         |
| (28978) イクシオン | 冥王星族     | 980          | 570          | 650          | 1065         | ~5.8            | 39.65         |
| (1) ケレス         | 小惑星帯     | 975          | 975          | 975          | 975          | 9.5             | 2.77          |
| (55565) 2002 AW197 | キュビワノ族 | 940          | 793          | 977          | 890          | ~5.2            | 47.30         |
| (55637) 2002 UX25  | キュビワノ族 | 810          | 649          | 570 - 795    | —            | ~7.9            | 42.53         |
| (55636) 2002 TX300 | キュビワノ族 | 800          | 709          | —            | —            | 1.6 - 3.7       | 43.11         |
| (20000) ヴァルナ   | キュビワノ族 | 780          | 874          | 1,016        | 900          | ~5.9            | 42.90         |
| (84522) 2002 TC302 | 散乱円盤天体 | 710          | 1,200        | 1,150        | —            | 0.78            | 55.02         |

冥王星の衛星カロンは冥王星との二重天体とされることもあり、2006年IAU総会では当初ケレスや2003 UB313（エリス）と共に新たな惑星とする提案がなされたが、現在のところ冥王星型天体の候補には含まれていない。